# Jardins des Champs-Élysées
Les jardins des Champs-Élysées sont un ensemble d'espaces verts du 8e arrondissement de Paris, en France.

## Situation et accès
Les jardins des Champs-Élysées sont délimités par :
- le cours la Reine au sud ;
- l'avenue Gabriel au nord ;
- l'avenue Matignon, le rond-point des Champs-Élysées-Marcel-Dassault et l'avenue Franklin-D.-Roosevelt à l'ouest ;
- la place de la Concorde à l'est.

Ils sont également partagés en deux par le bas de l'avenue des Champs-Élysées ; l'avenue du Général-Eisenhower et l'avenue Winston-Churchill passent également à travers les jardins.
Ils mesurent 137 520 m2 (13,7 ha).
Le sud des jardins est occupé par le Grand et le Petit Palais. Parmi les autres bâtiments, on peut citer le théâtre du Rond-Point et le théâtre Marigny. Les jardins du palais de l'Élysée jouxtent l'espace vert, au nord.
Le sud-ouest des jardins, autour du Grand Palais, contient le square Jean-Perrin et le jardin de la Nouvelle-France.

Carte des jardins des Champs-Élysées.

Il est desservi par les lignes 1 et 13 à la station Champs-Élysées - Clemenceau.

## Historique
Le site occupé par les jardins, à l'origine marécageux, commence à être aménagé à partir du XVIIe siècle. Il est acheté en 1828 par la ville de Paris. Les jardins sont conçus en 1859 par Adolphe Alphand sur le modèle des jardins à l'anglaise.

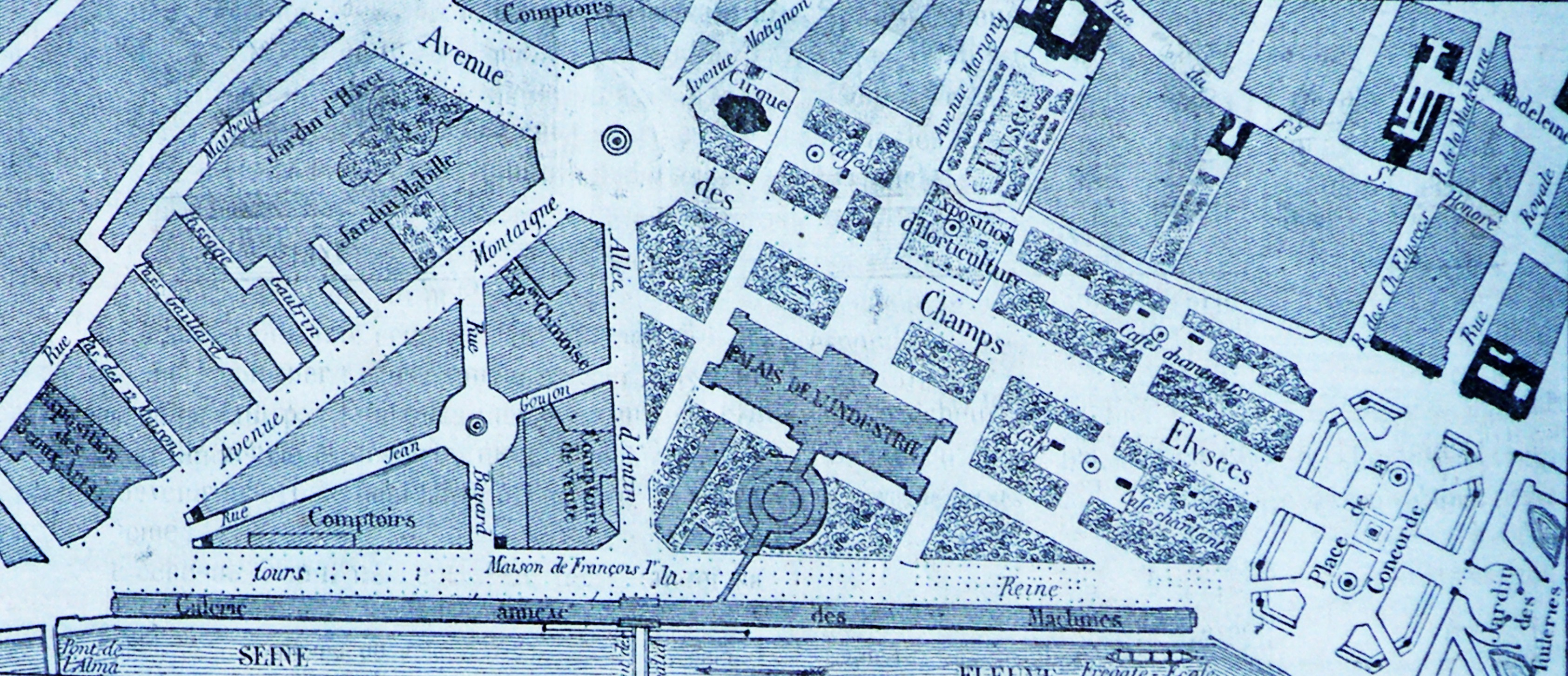
Plan lors de l'exposition universelle de 1855. Les jardins sont alors bordés au sud par le palais de l'Industrie.
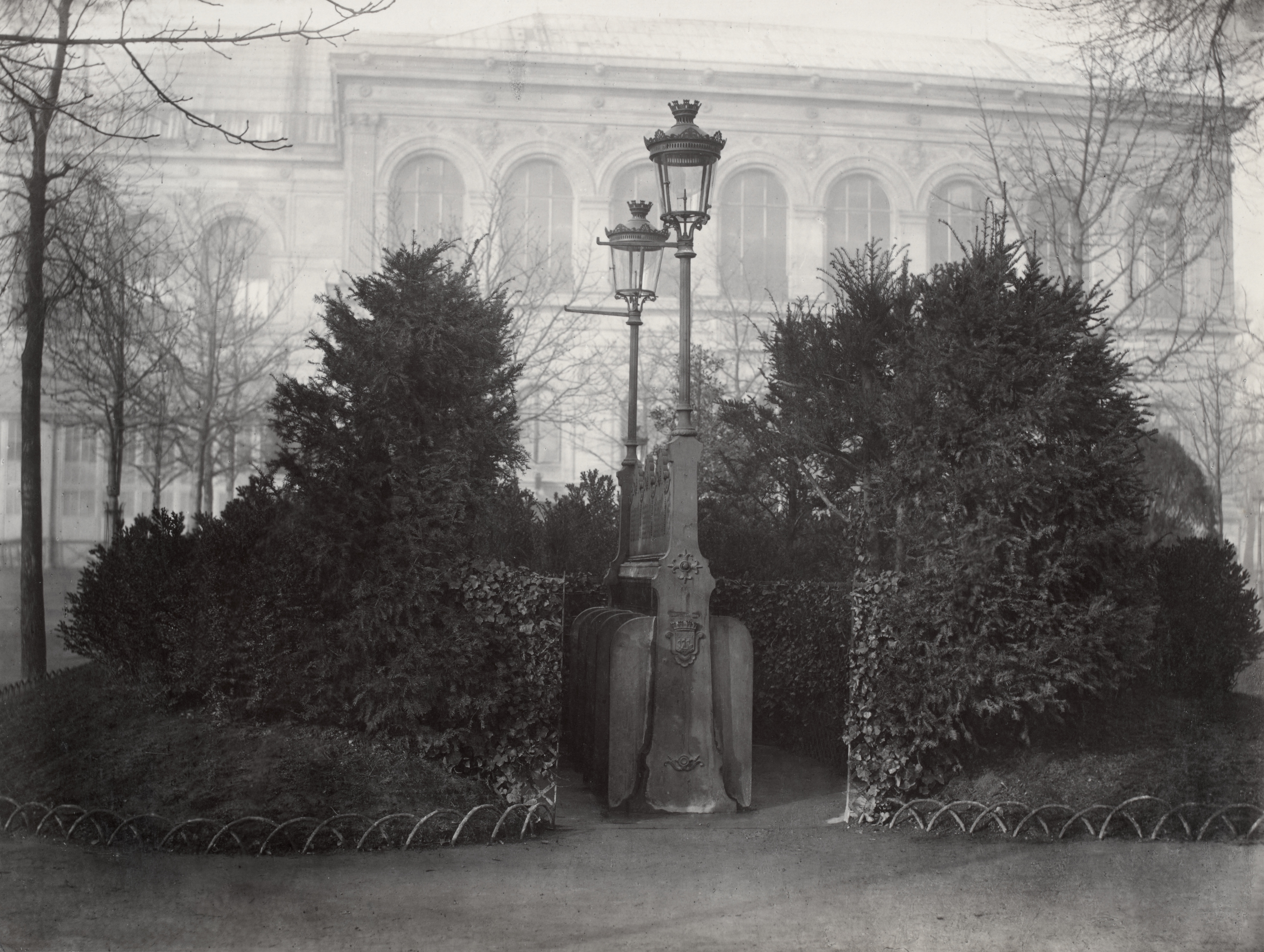
Vespasiennes des jardins, vers 1865 (photographie de Charles Marville).

## Les carrés
Ces jardins, larges de 300 à 400 mètres, sont divisés en espaces rectangulaires appelés « carrés ».
Sur le côté nord, d'est en ouest
- Jardin des Ambassadeurs - Line Renaud : anciennement connu sous le nom de « Carré des Ambassadeurs », il tirait son nom des hôtels édifiés par l'architecte Ange-Jacques Gabriel sur la place de la Concorde voisine, qui furent un temps destinés à servir de logement à des ambassadeurs étrangers. On y trouve notamment l'espace Cardin, anciennement théâtre des Ambassadeurs, réalisation de Jacques Hittorff. Depuis juin 2023 et un vote du Conseil de Paris, il rend hommage à l'artiste Line Renaud[1].

Carré des Ambassadeurs
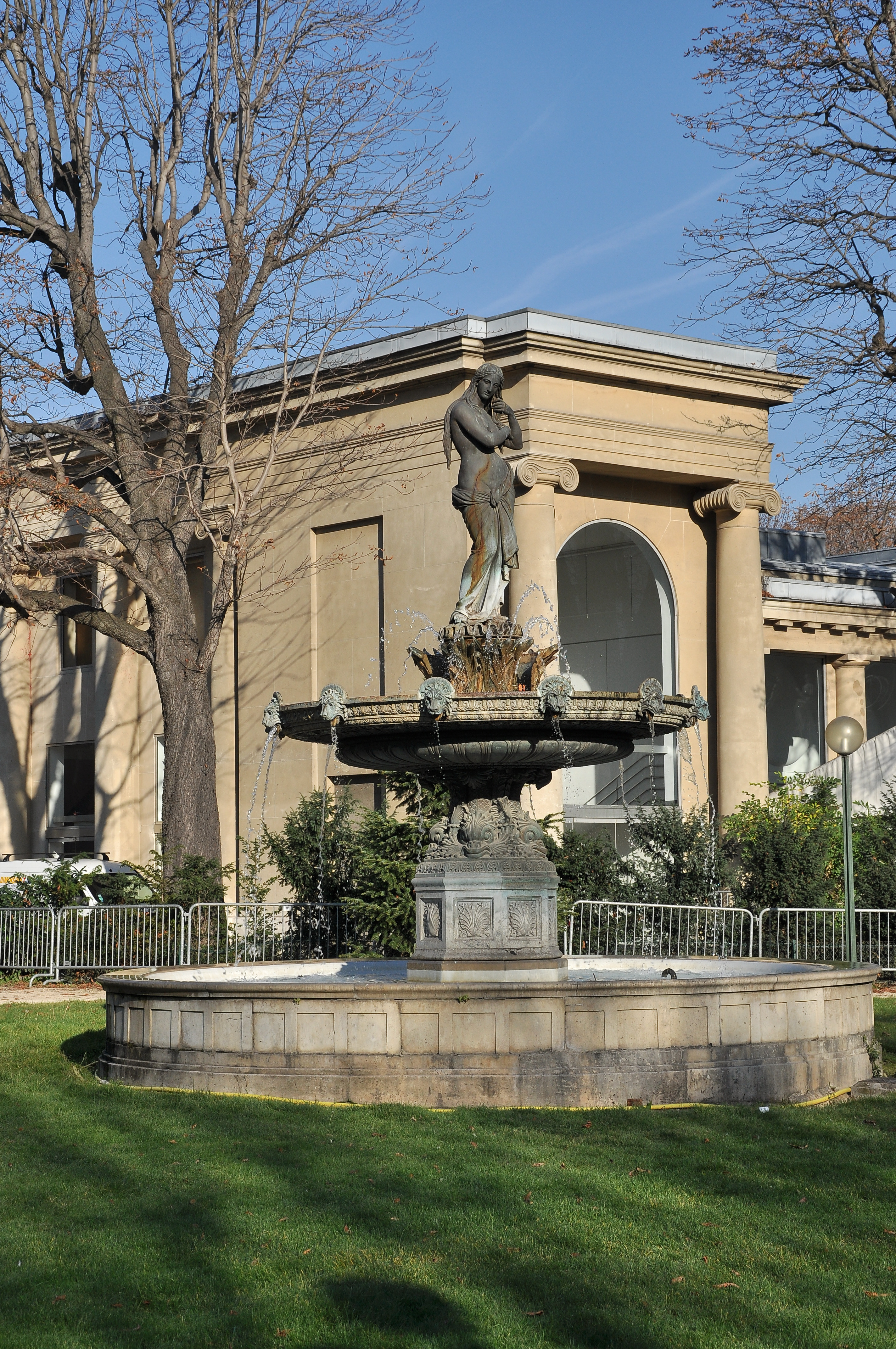
Espace Cardin et fontaine des Ambassadeurs (ou fontaine de Vénus).
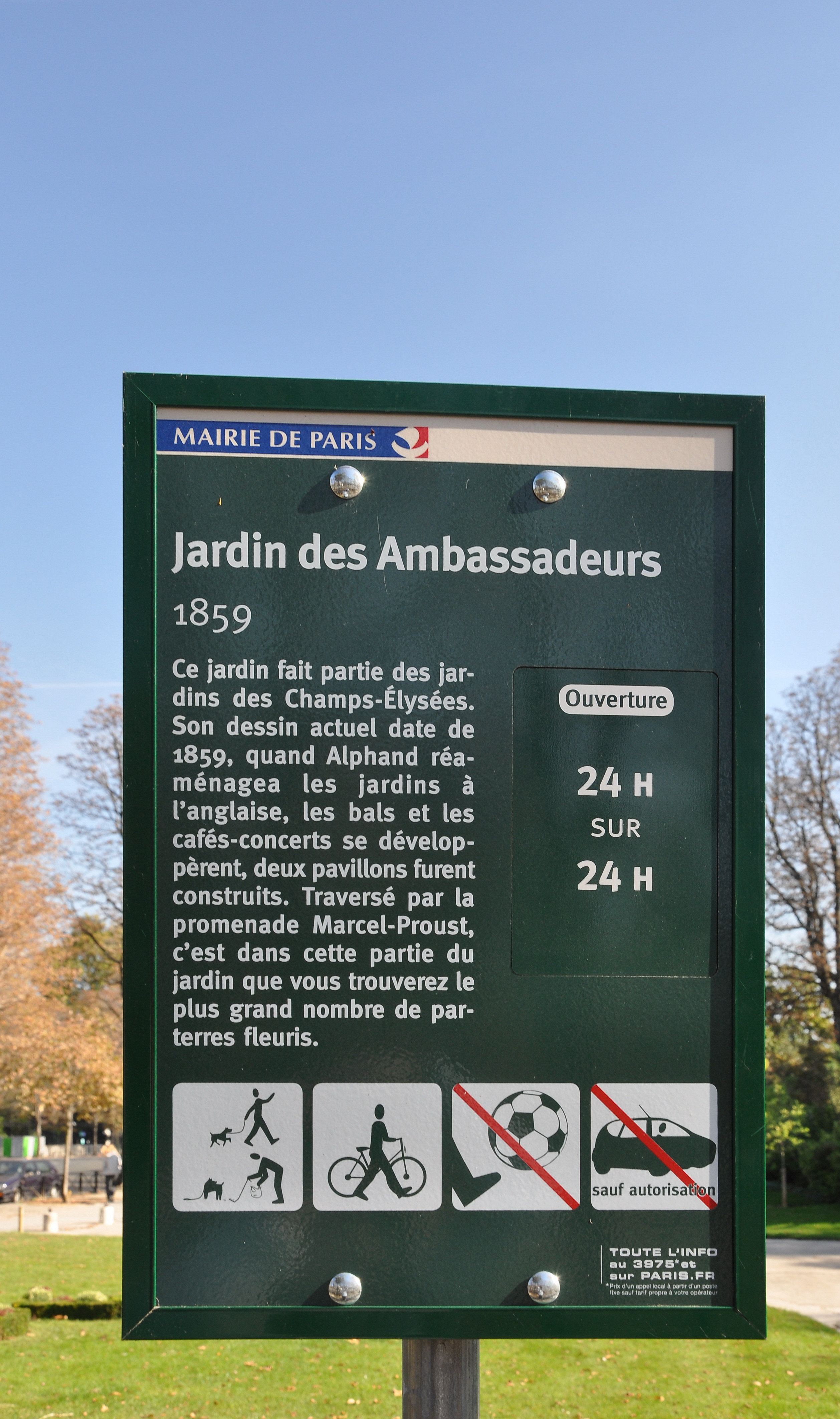
Carré des Ambassadeurs.
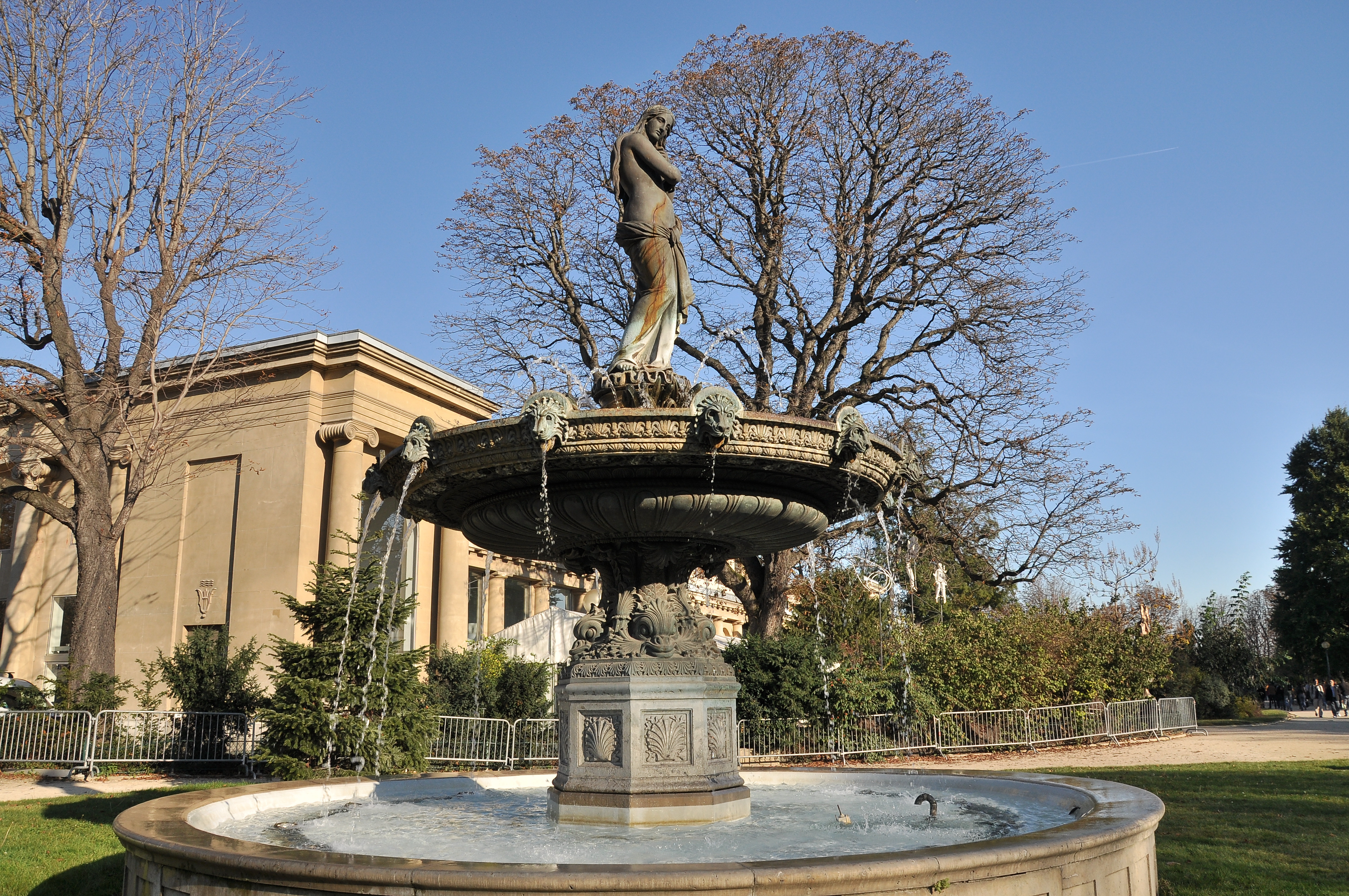
Fontaine des Ambassadeurs.

- Carré de l'Élysée (devant le palais de l'Élysée) : on y trouve le Pavillon Gabriel et le restaurant Lenôtre (Pavillon Élysée). Des statues d'Alphonse Daudet et de Georges Pompidou sont installées dans le jardin.

Carré de l'Élysée
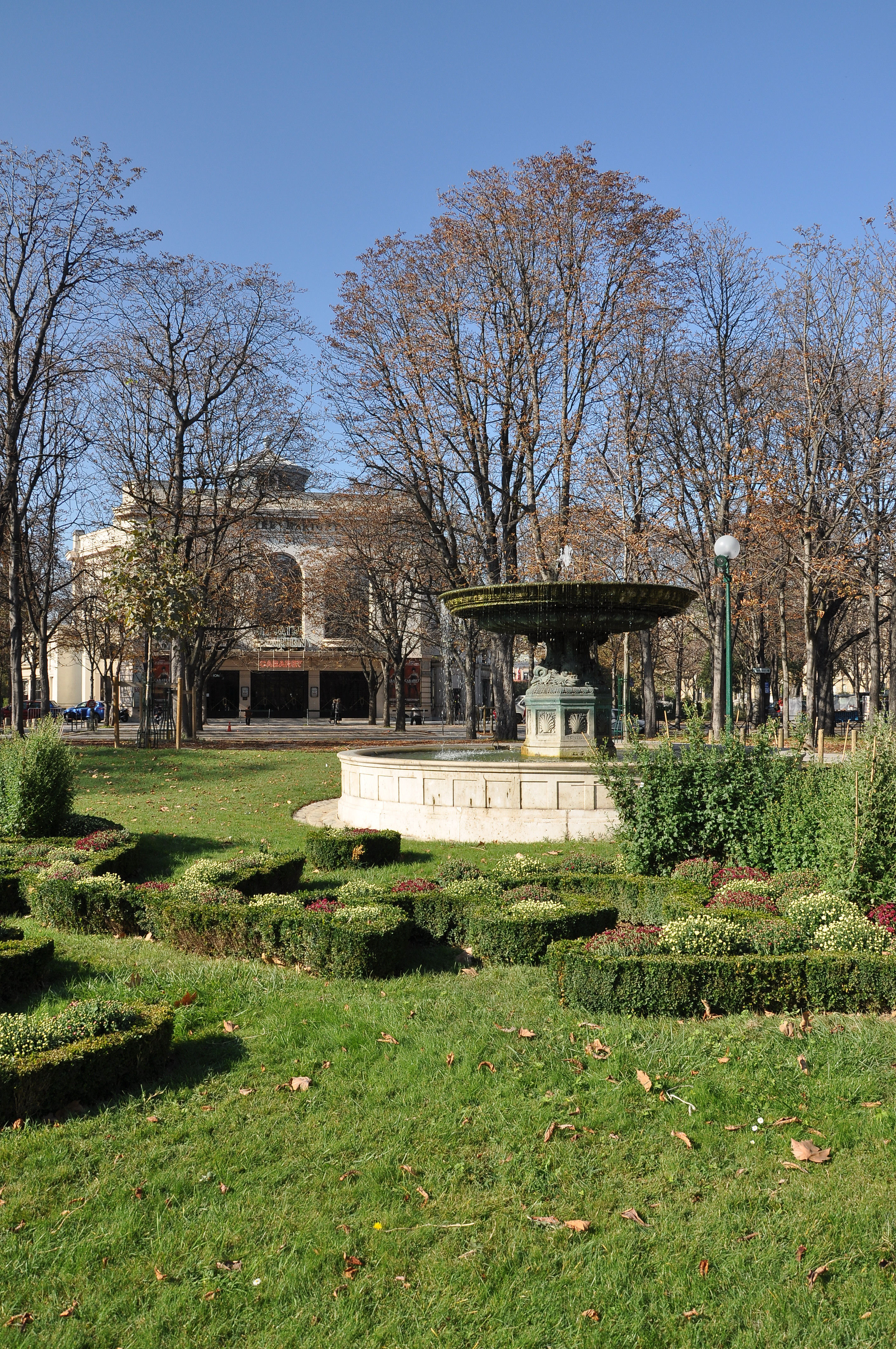
Fontaine de la Grille du Coq devant le palais de l'Élysée.
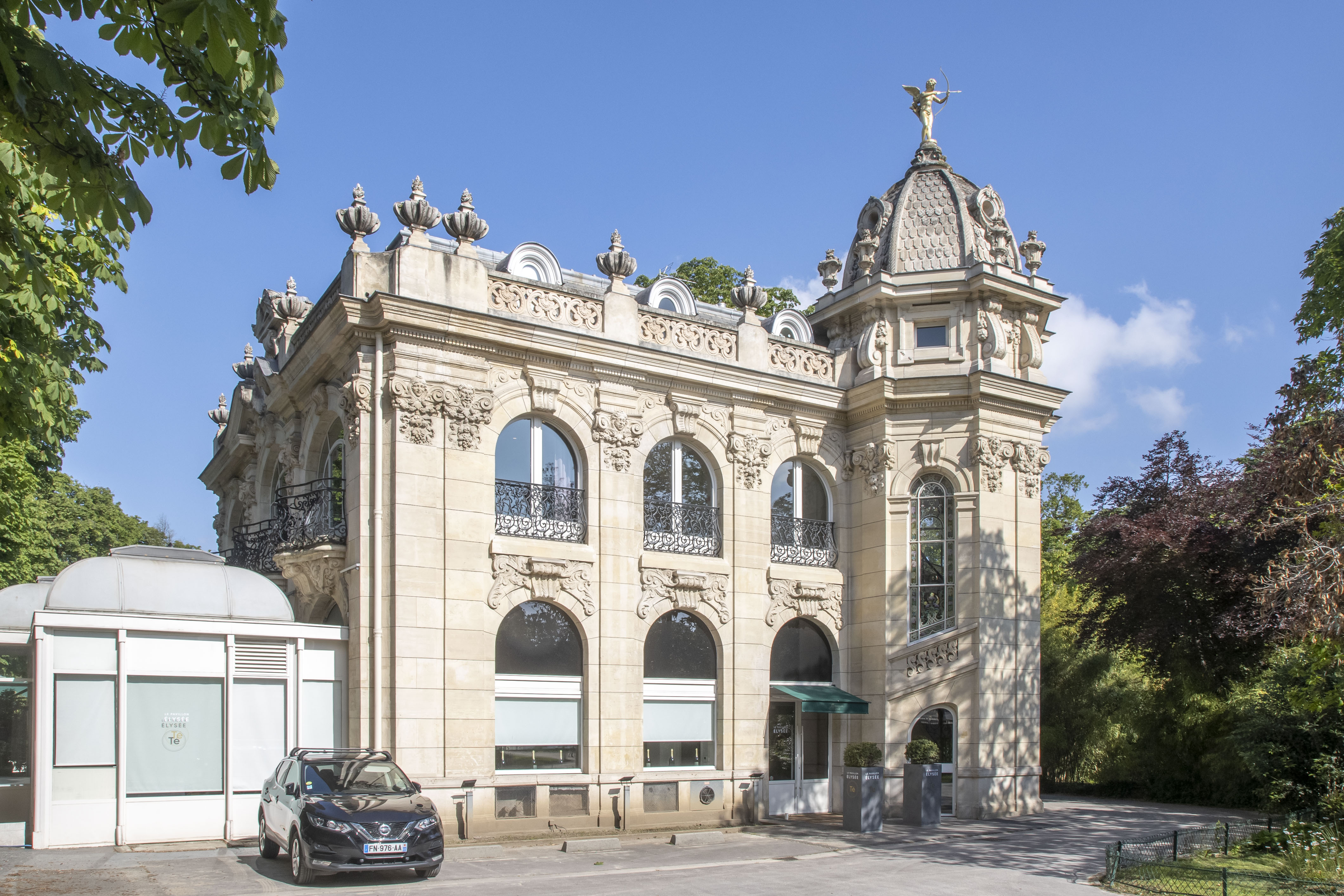
Pavillon Elysée.
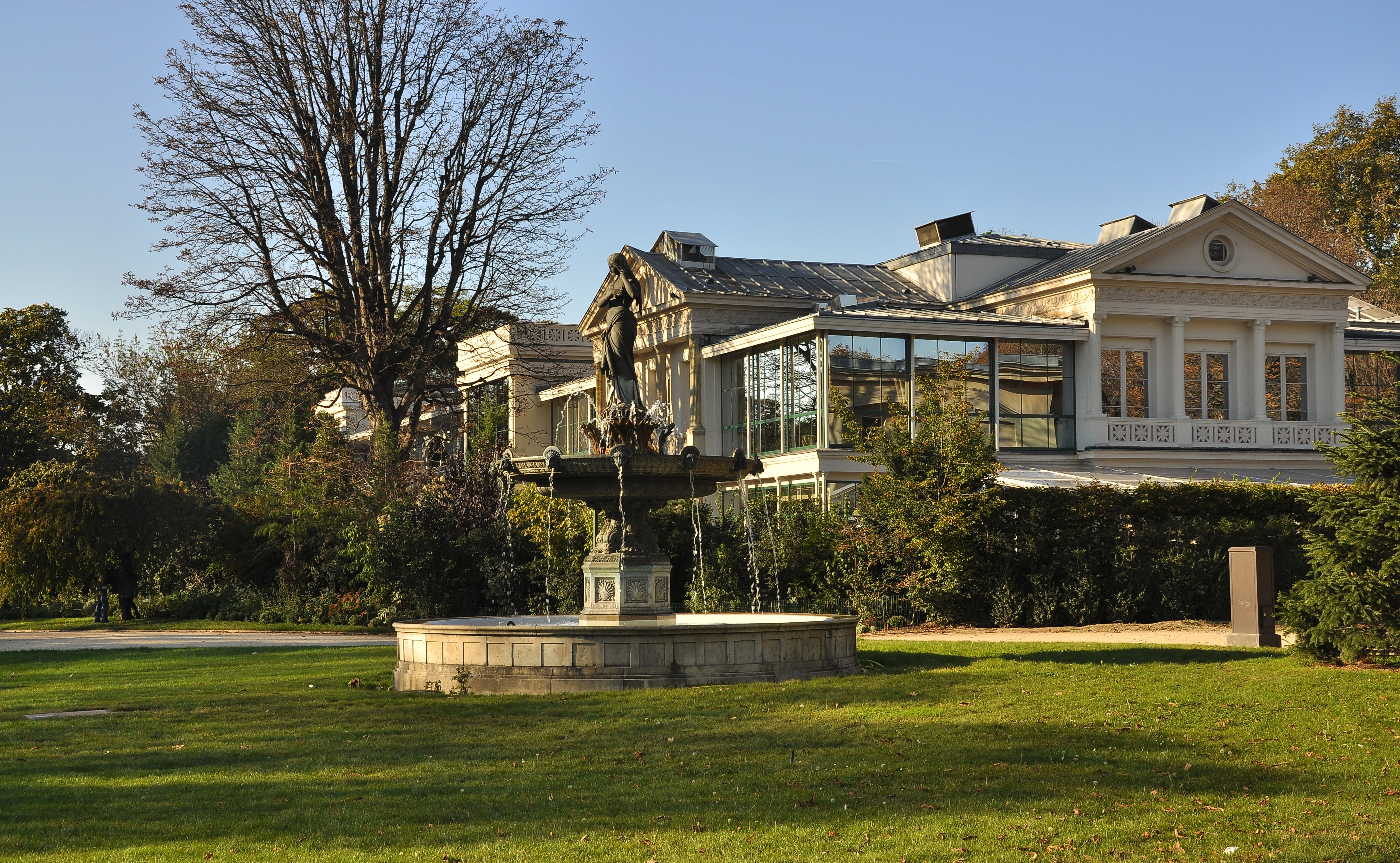
Pavillon Gabriel et la fontaine des Ambassadeurs.

- Carré Marigny (au débouché de la rue du Cirque) : on y trouve le théâtre Marigny, le restaurant Laurent, le marché aux timbres et un théâtre de marionnettes Guignol.
Par arrêté municipal des 8, 9, 10 et 11 juillet 2019, l'allée des jardins des Champs Élysées traversant le carré Marigny d'est en ouest, du théâtre jusqu’à l'avenue Matignon, prend le nom de « allée Jeannine-Worms »[2]

Carré Marigny
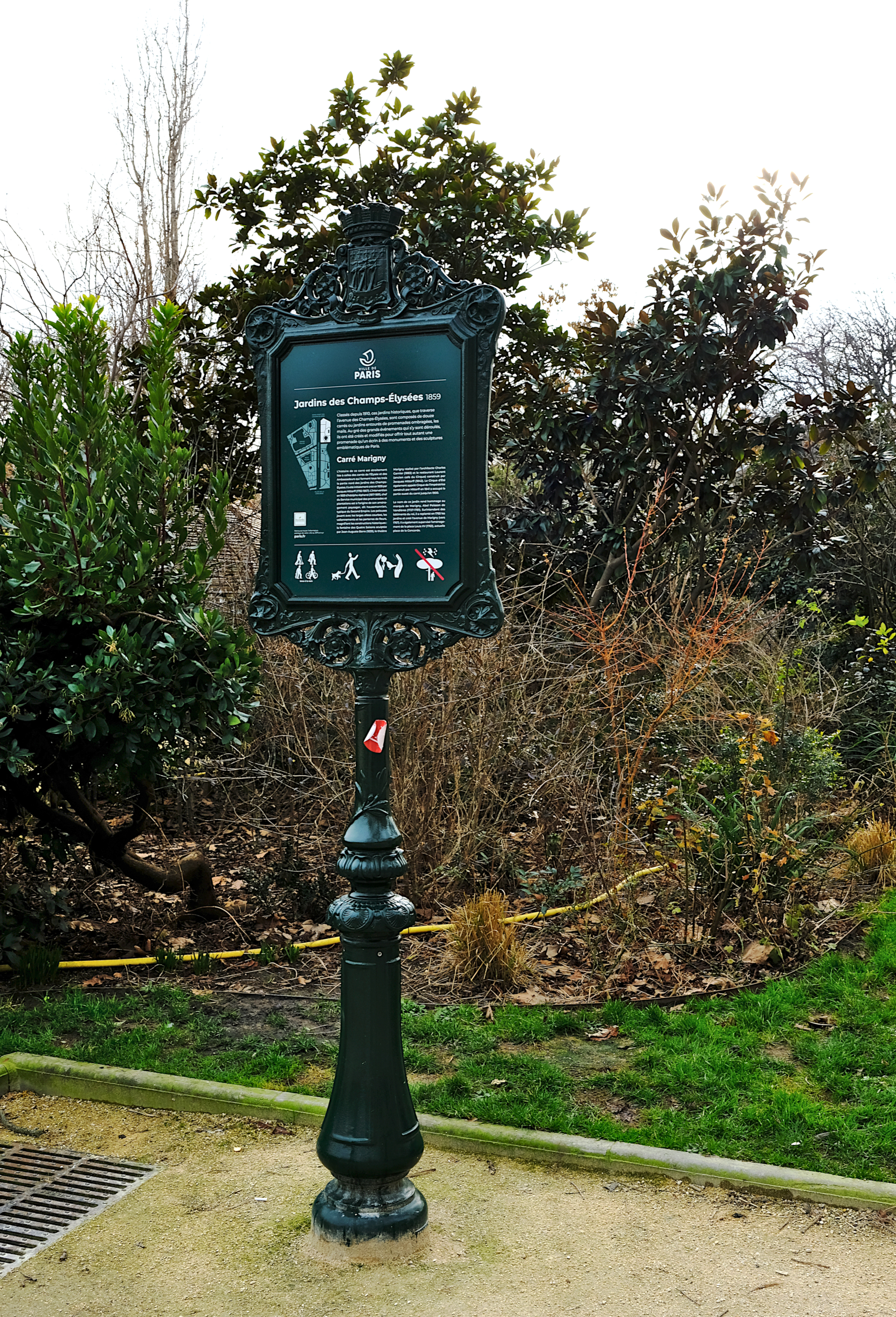
Entrée.
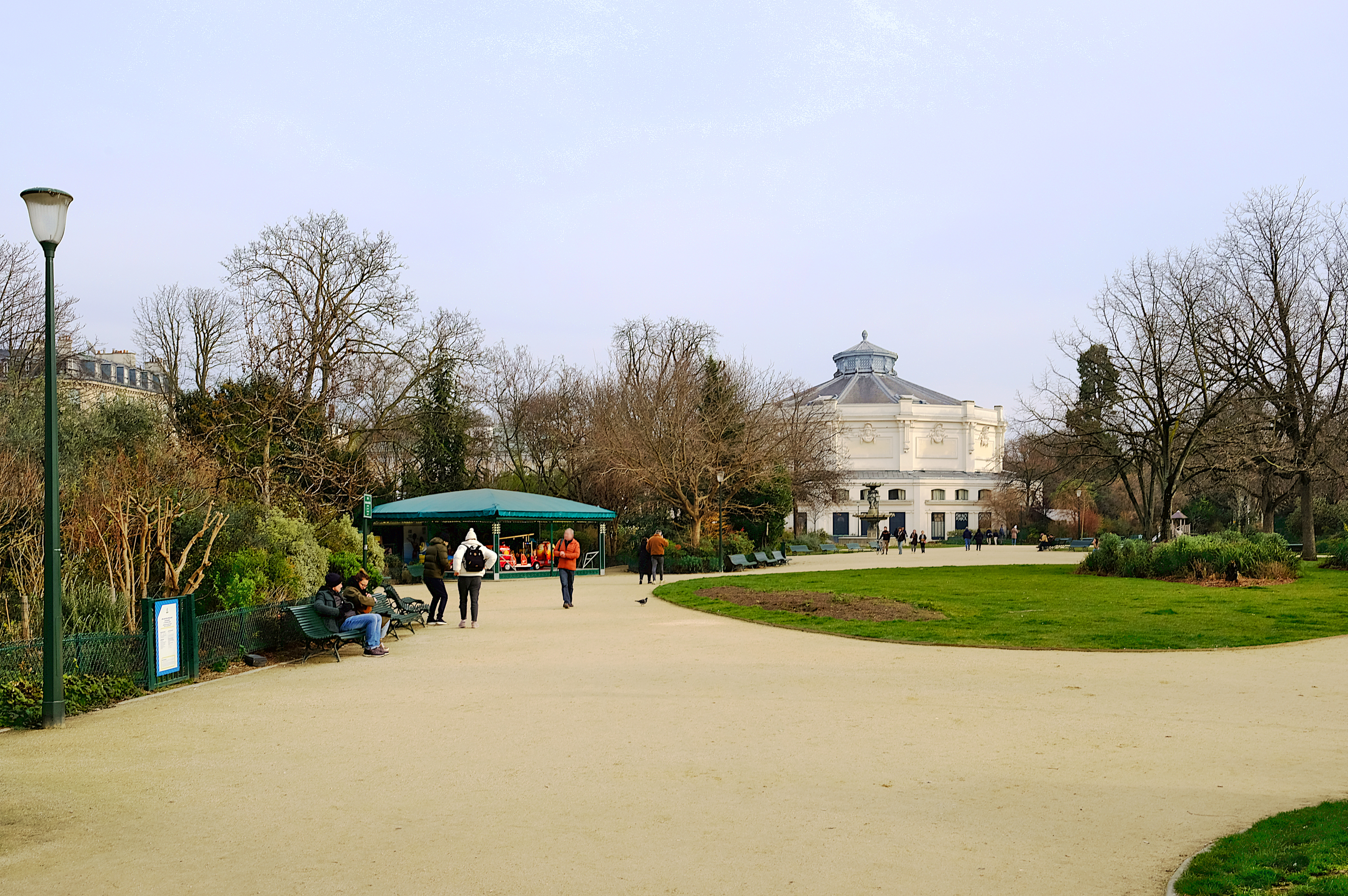
Le carré Marigny.
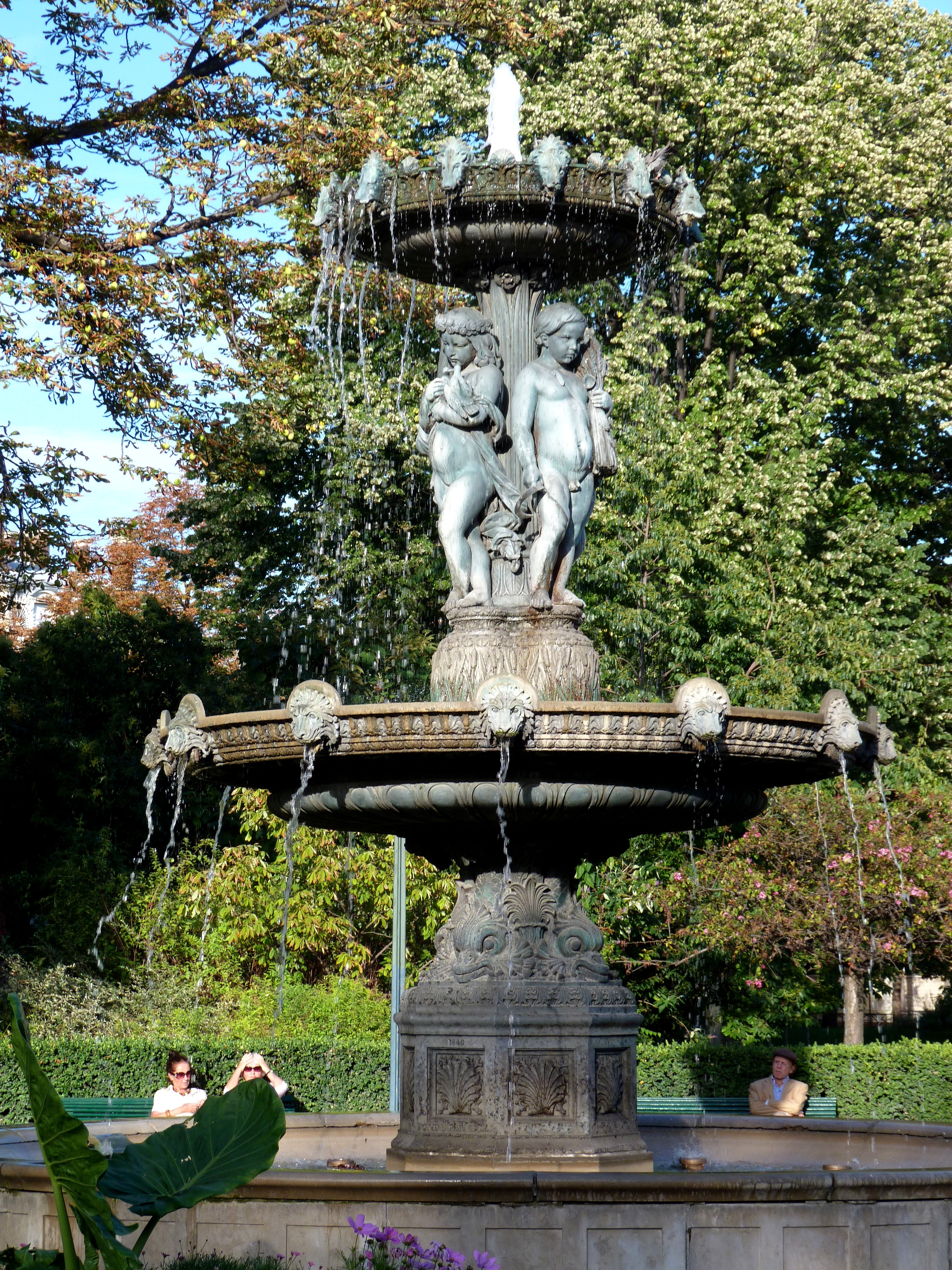
Fontaine du Cirque.
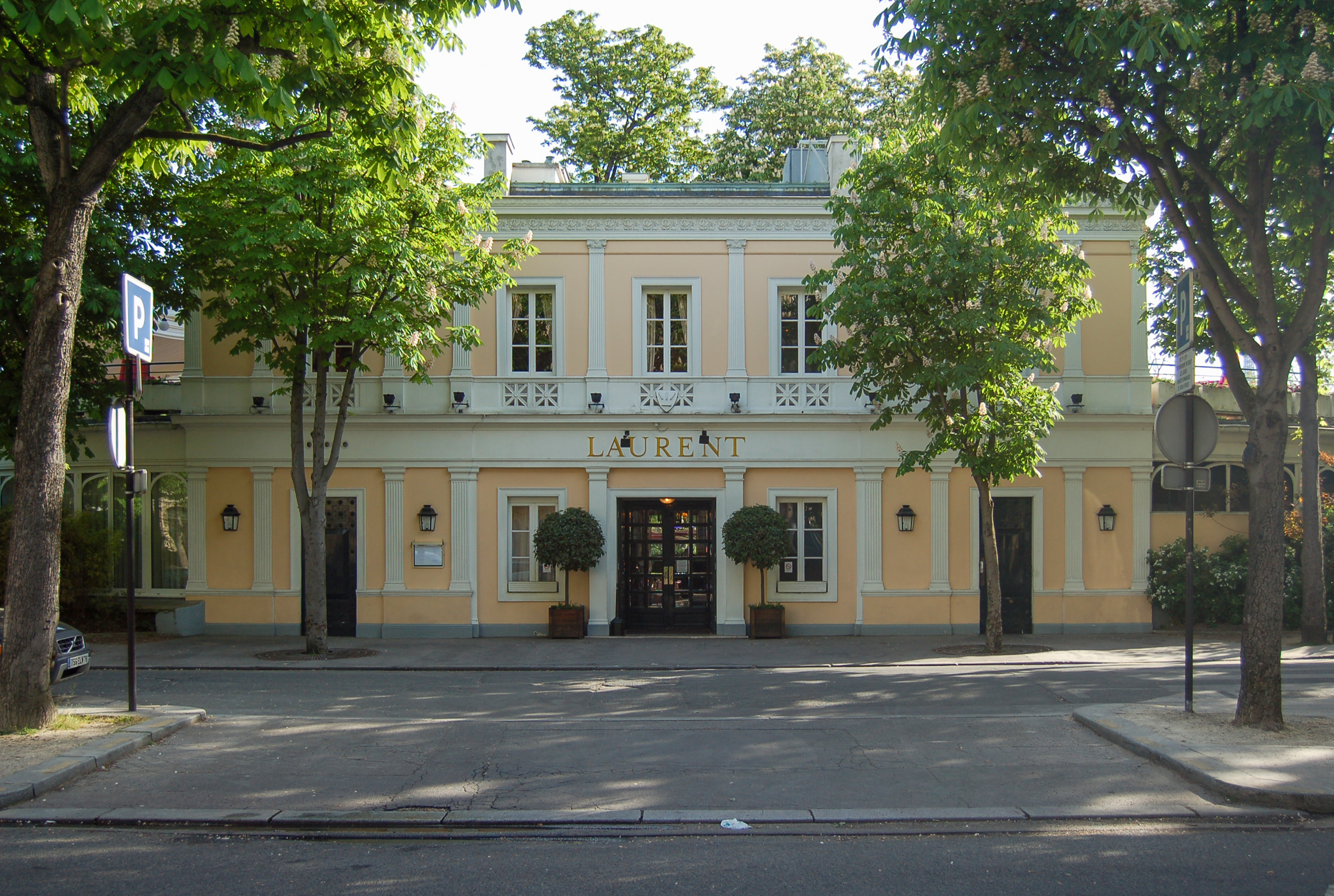
Restaurant Laurent.

Sur le côté sud, d'est en ouest
- Carré Ledoyen ou du Géorama (face au carré des Ambassadeurs) : on y trouve le restaurant Ledoyen et la fontaine de Diane.
- En 2023, le Conseil de Paris vote pour renommer le carré Ledoyen « jardin Charles-Aznavour », en hommage à l'artiste[3].
- En juin 2024 y est installée une sculpture d'Alison Saar célébrant les Jeux olympiques[4].

Carré Ledoyen
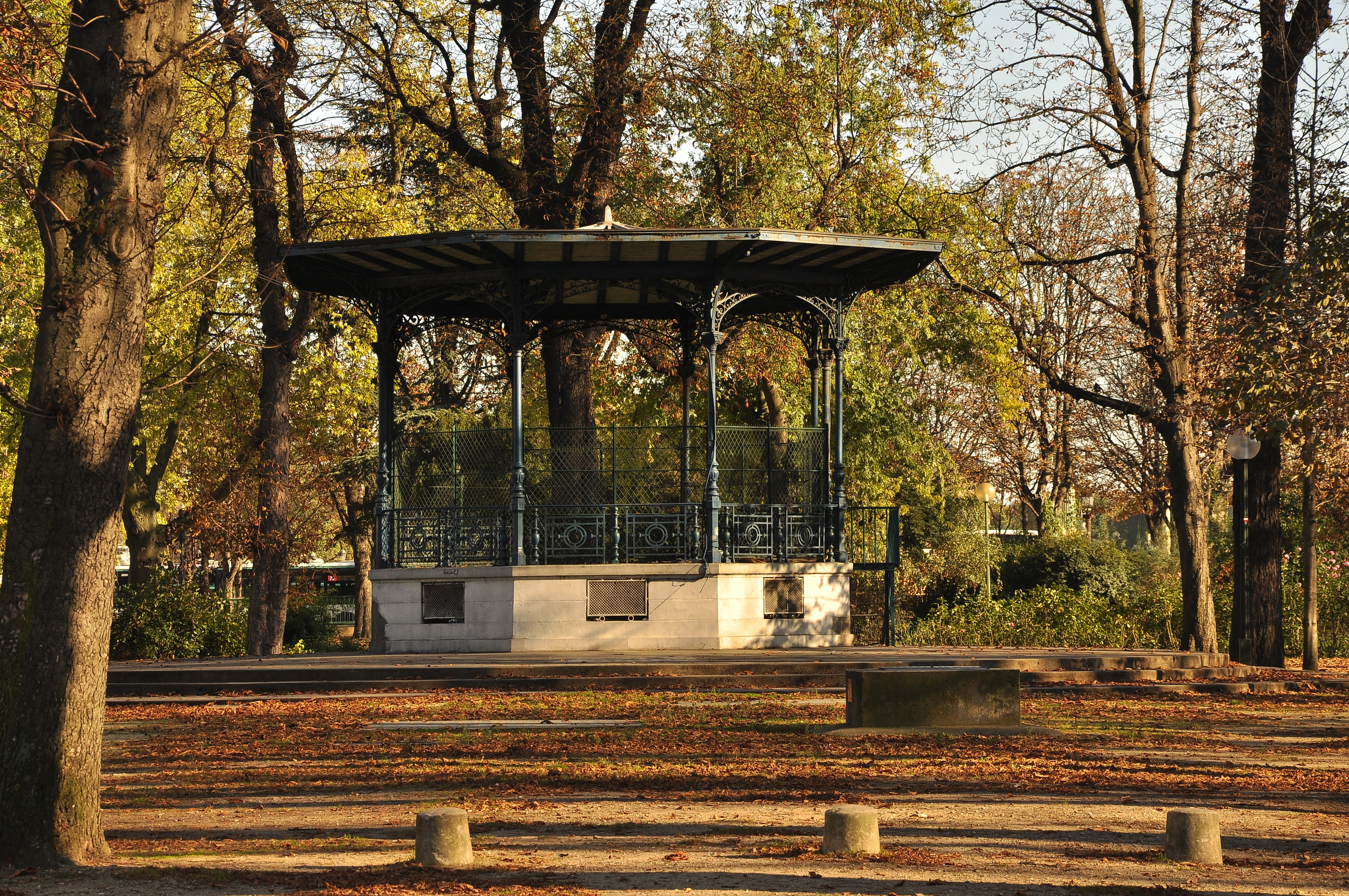
Kiosque à musique.
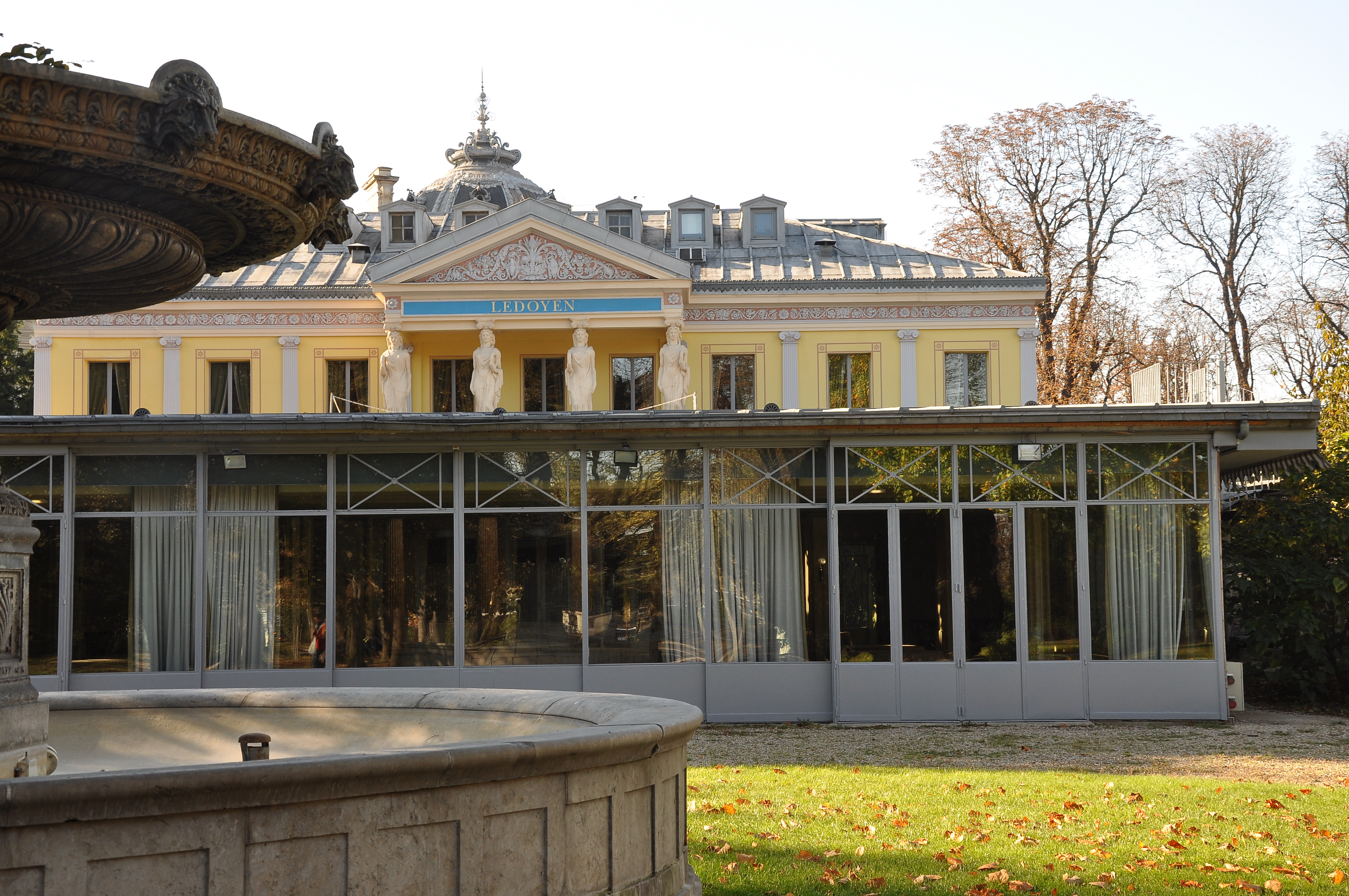
Pavillon Ledoyen.
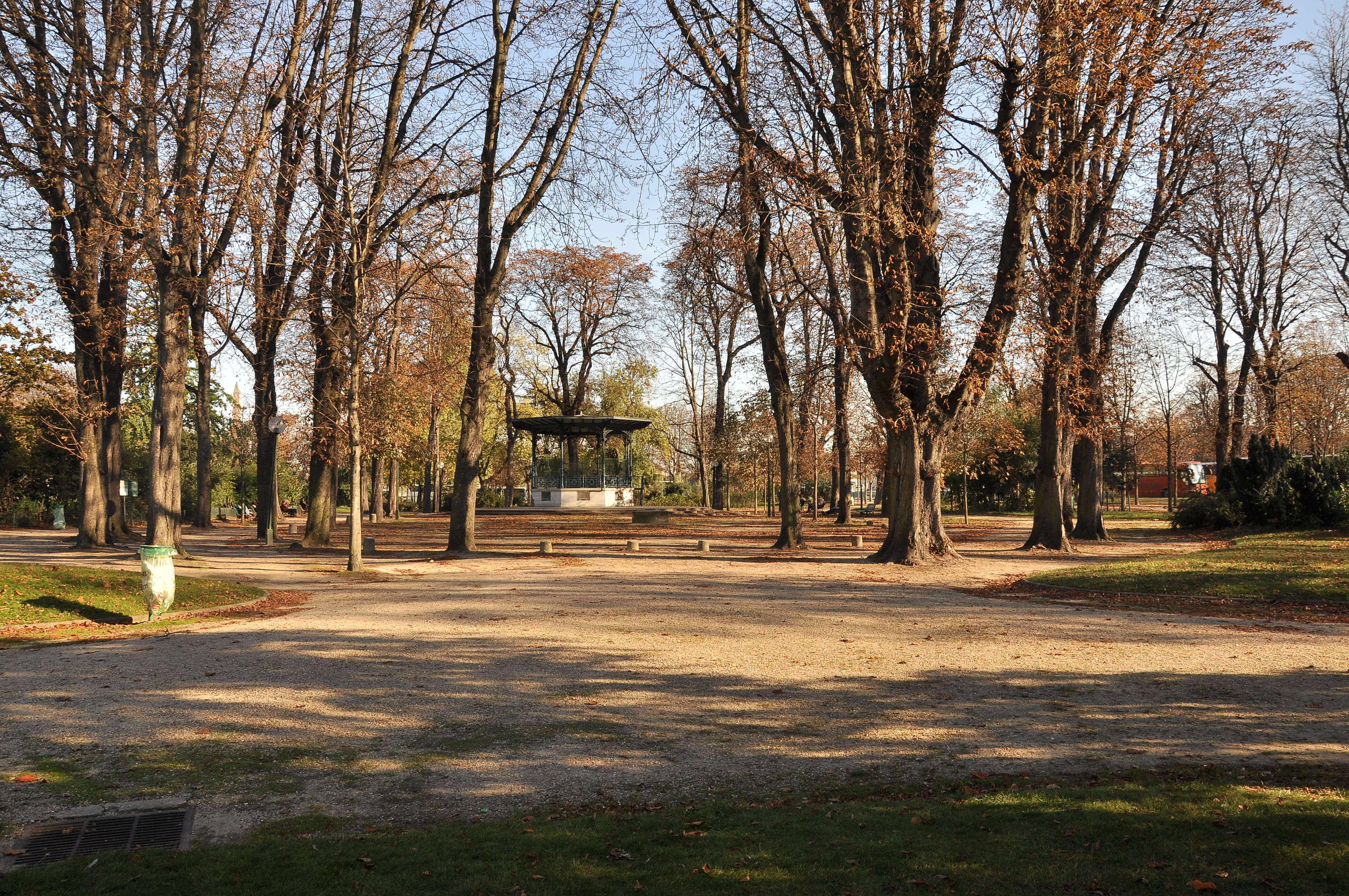
Vue d'ensemble.

- Grand carré du Battoir, dit aussi grand carré des Jeux, ou encore des Fêtes (face au carré de l'Élysée) : ce carré a été aménagé par le marquis de Marigny, directeur général des Bâtiments du roi sous Louis XV, à la demande de sa sœur, la marquise de Pompadour, qui voulait jouir d'une vue dégagée vers la Seine et les Invalides depuis son palais de l'Élysée. On y trouve le Petit Palais et le Grand Palais, qui abrite notamment le Palais de la découverte et les Galeries nationales du Grand Palais. Le site est bordé par six bassins, deux rectangulaires et quatre arrondis.

- Carré du Rond-Point jouxtant le rond-point des Champs-Élysées-Marcel-Dassault.

Carré du Rond-Point
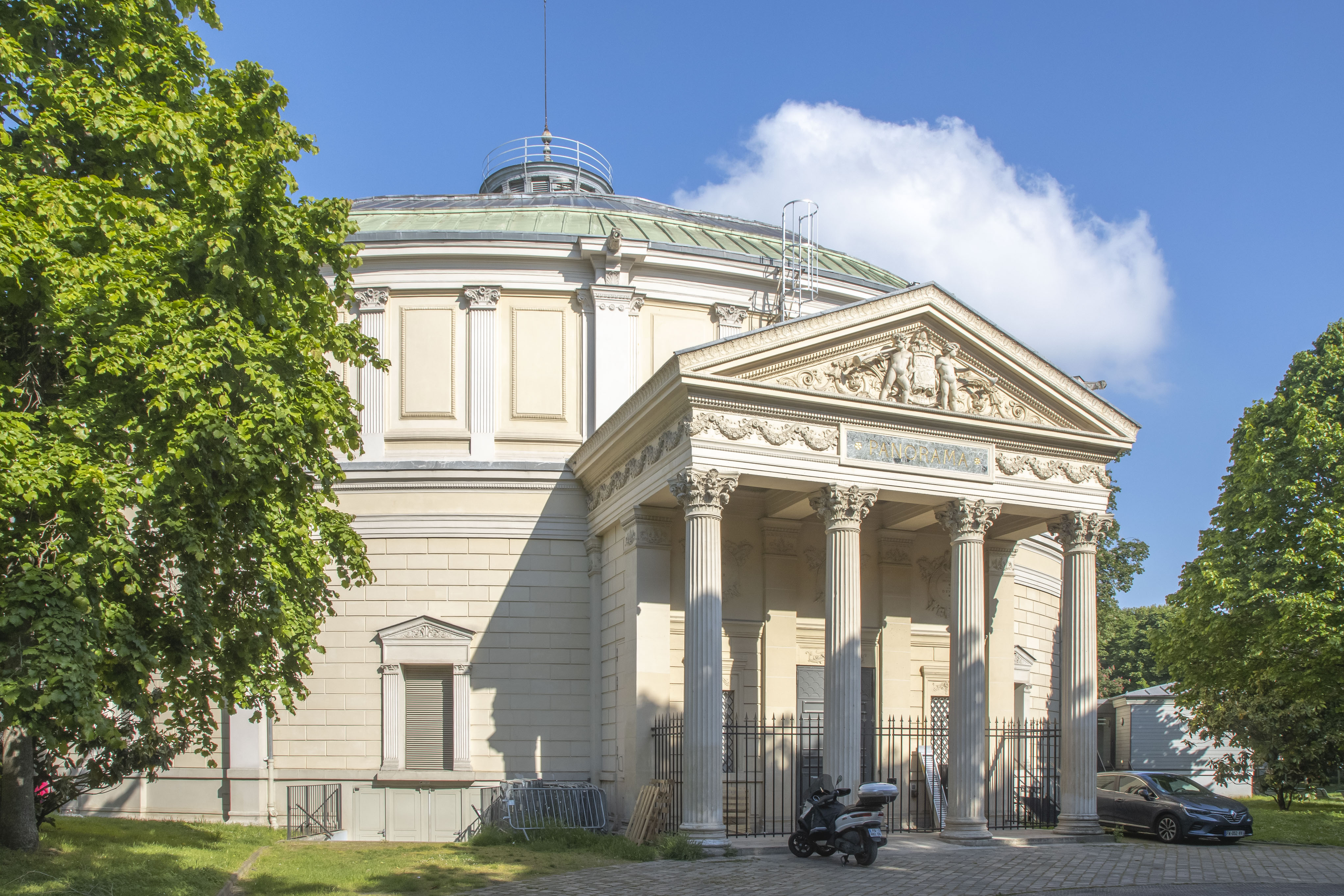
Théâtre du Rond-Point.
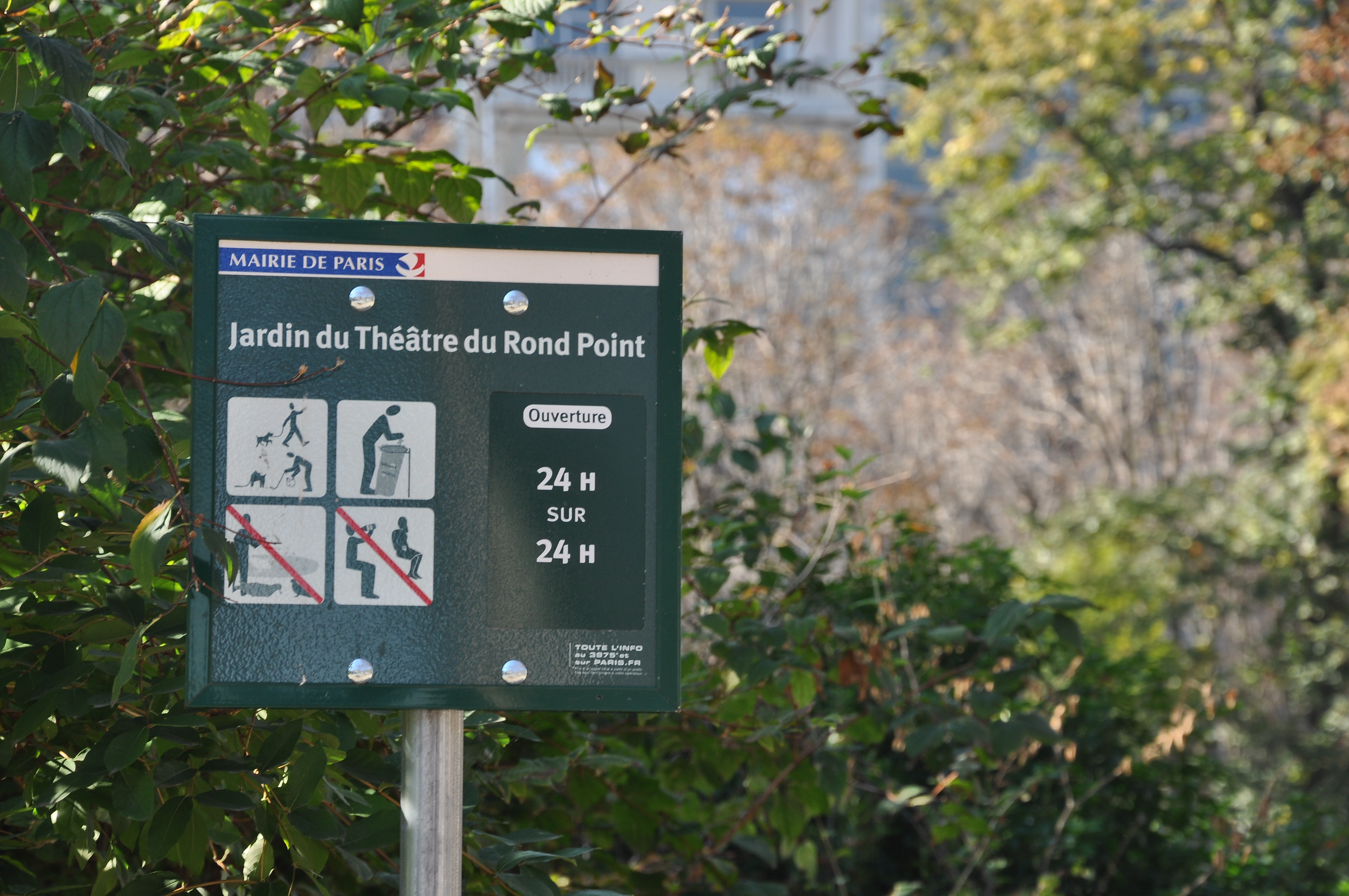
Carré du Rond-Point.

## Les allées

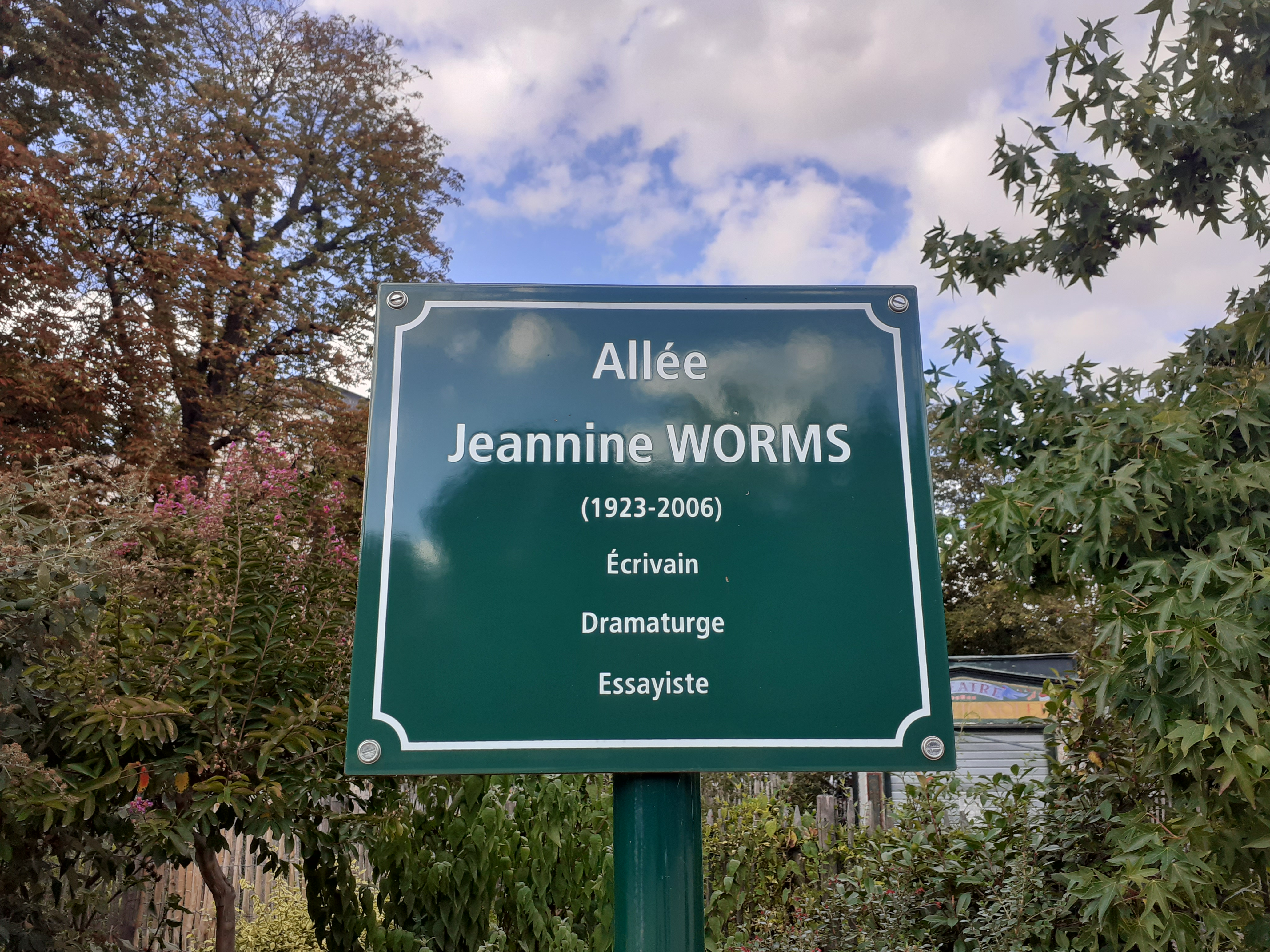
Plaque de l'allée Jeannine-Worms.

### Allée du Commandant-Massoud
L'allée du Commandant-Massoud honore le combattant afghan Ahmed Chah Massoud (1953-2001).

### Allée Marcel-Proust
L'allée Marcel-Proust honore l'écrivain français Marcel Proust (1871-1922).

### Allée Jeannine-Worms
L'allée Jeannine-Worms honore l'écrivaine et dramaturge française Jeaninne Worms (1923-2006).

## Les jardins annexes
- Square Jean-Perrin situé sur le côté nord-ouest du Grand Palais.

Square Jean-Perrin
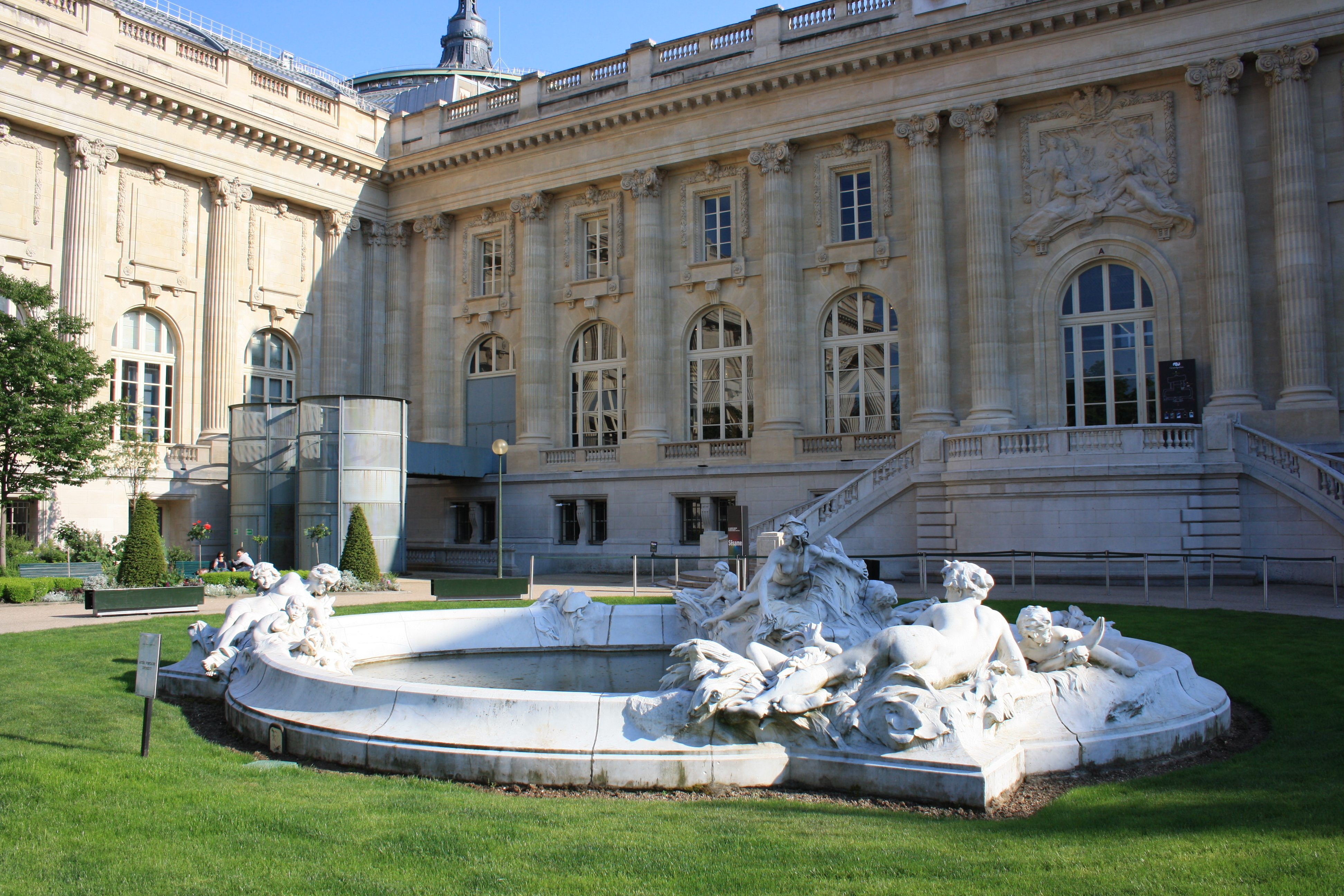
Fontaine Miroir d'eau, la Seine et ses affluents.

- Jardin de la Nouvelle-France, situé sur le côté sud-ouest du Grand Palais.

Jardin de la Nouvelle-France
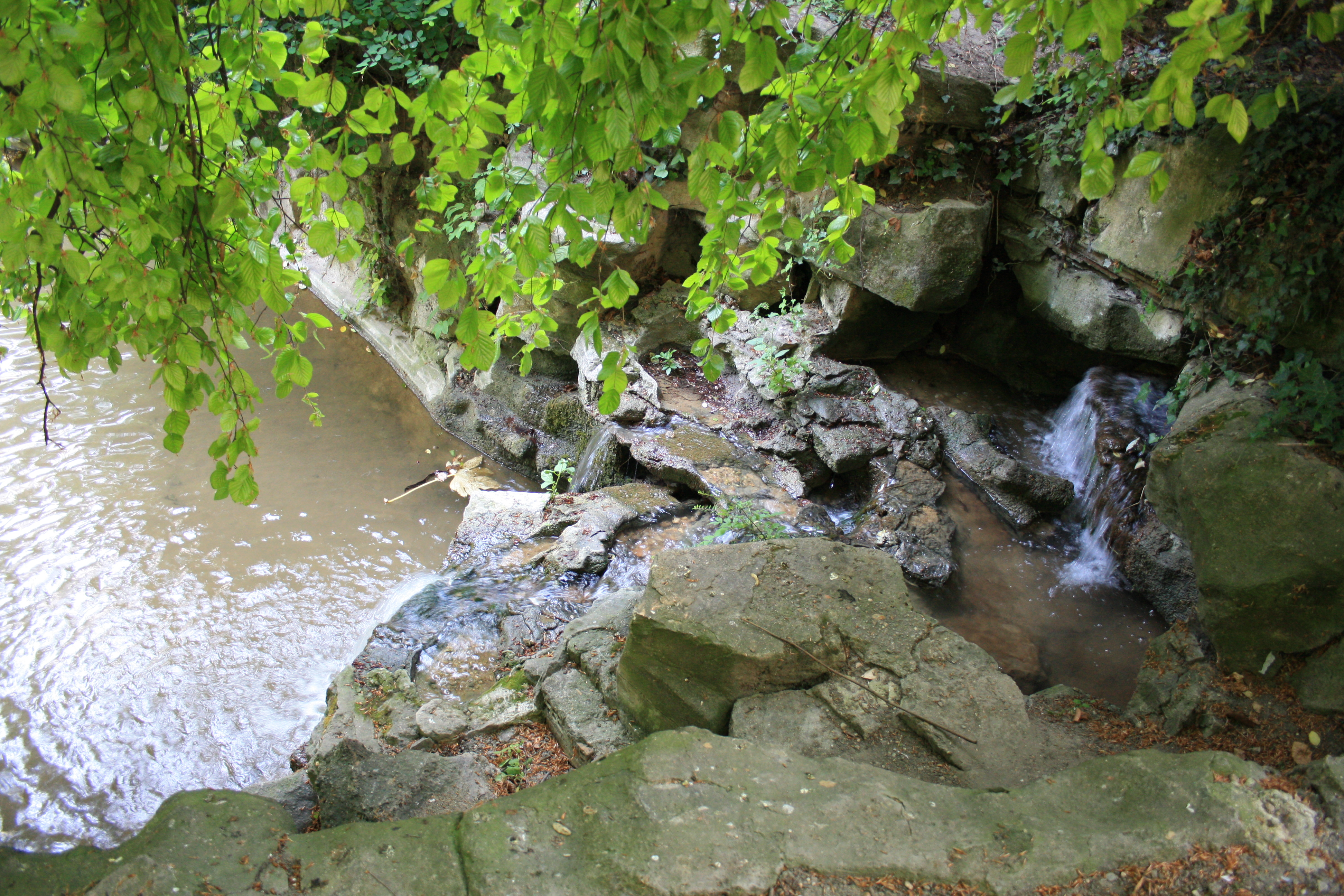
Cascade artificielle.
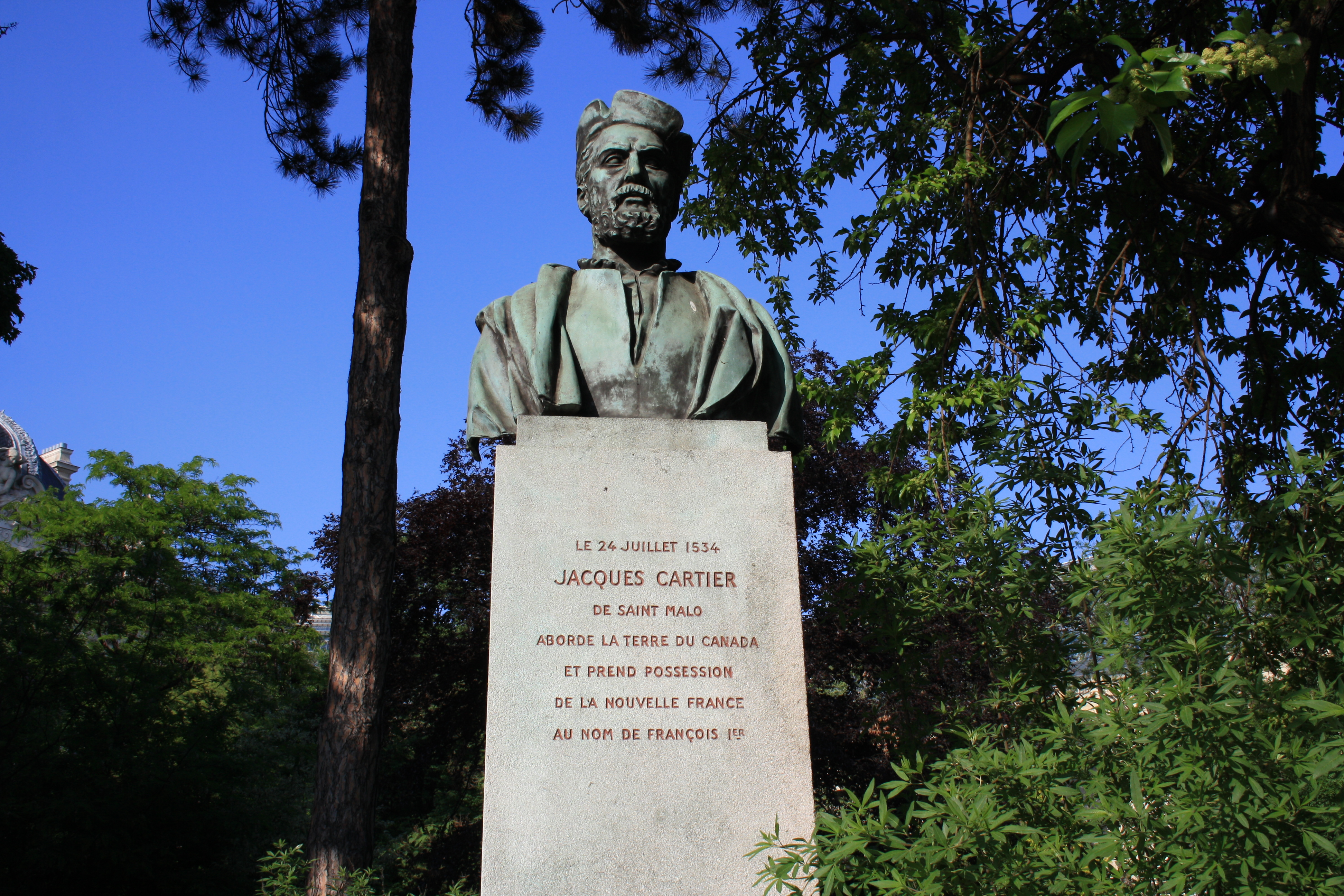
Buste de Jacques Cartier.
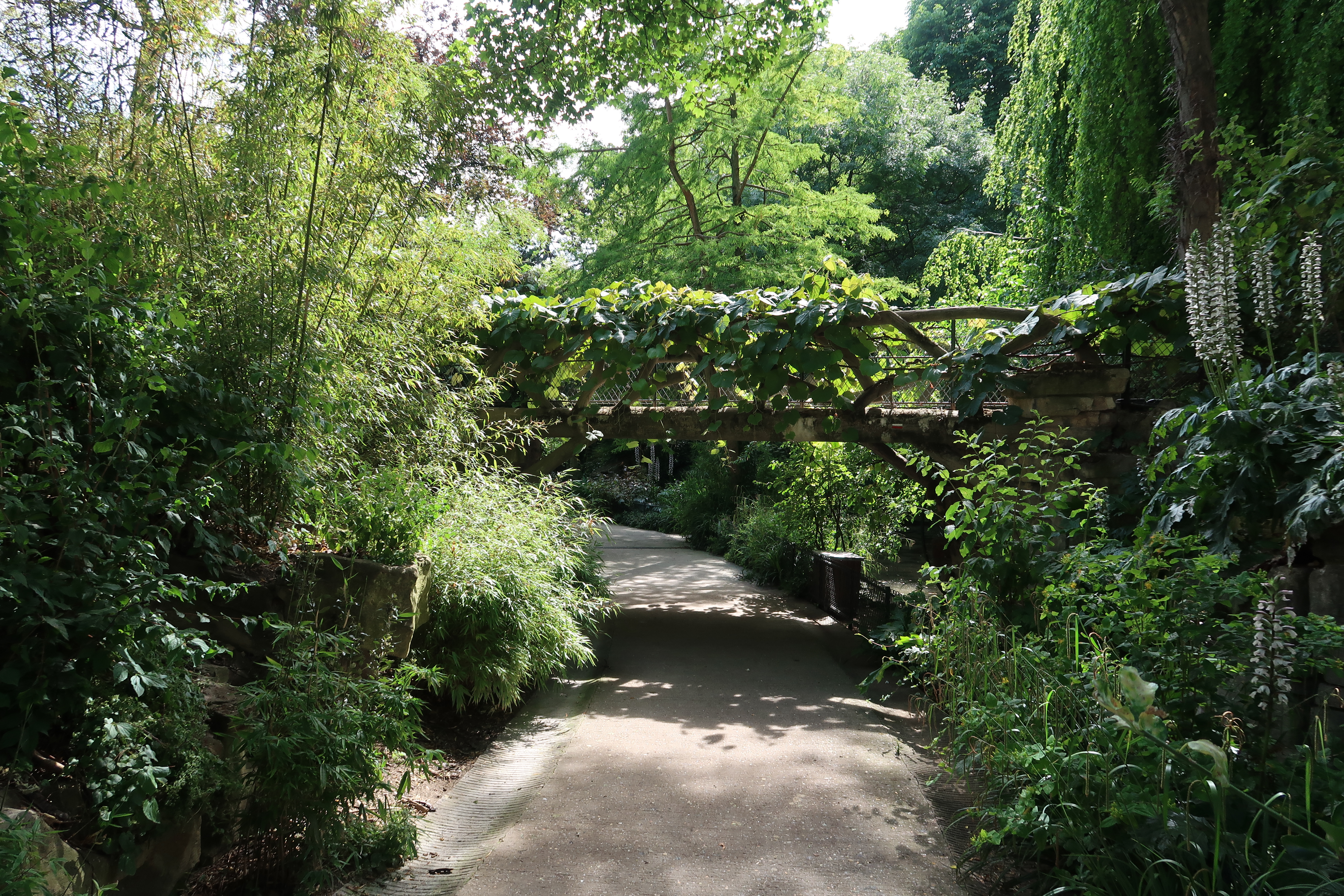
Pont artificiel.
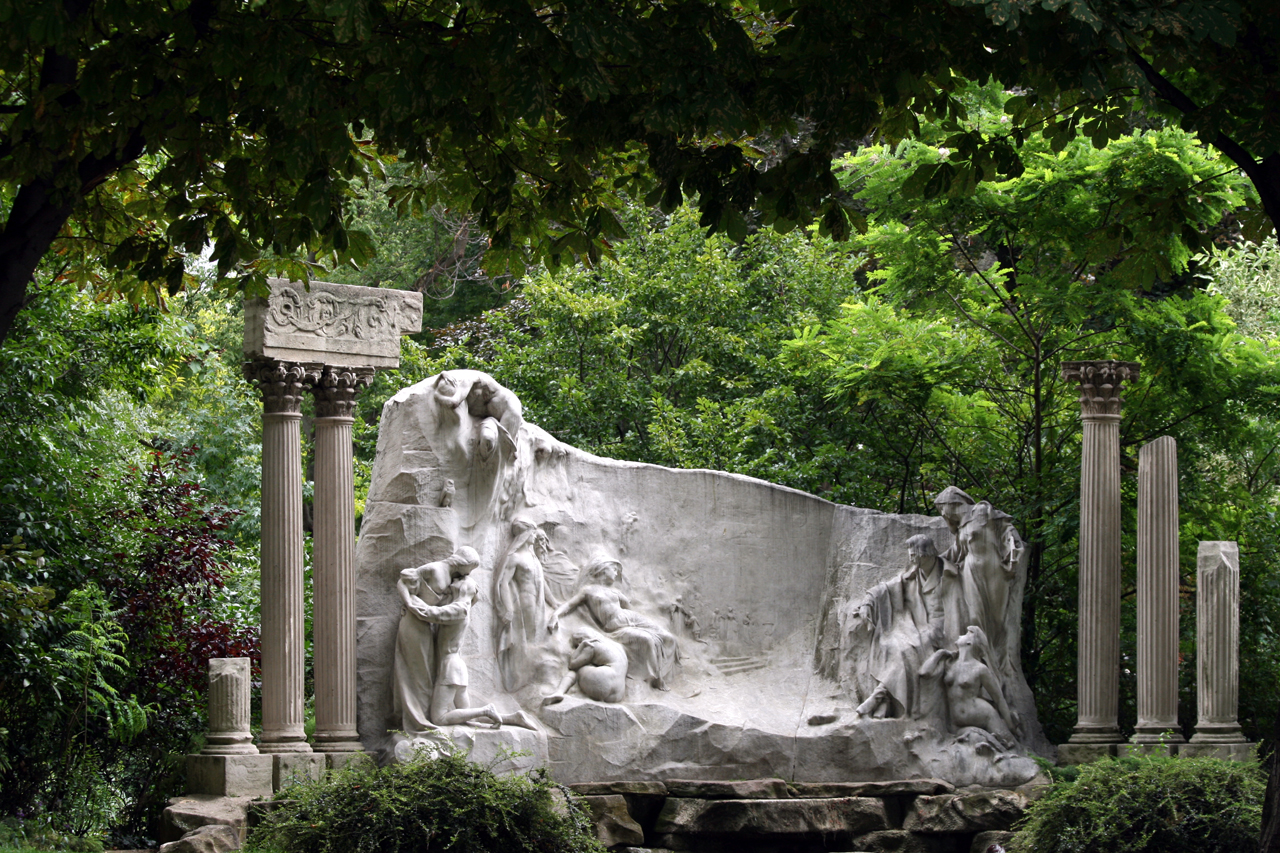
Monument à Alfred de Musset.

- Jardin de Kyiv (nommé ainsi depuis 2023, auparavant jardin des Abords-du-Petit-Palais), situé sur le côté sud du Petit Palais.

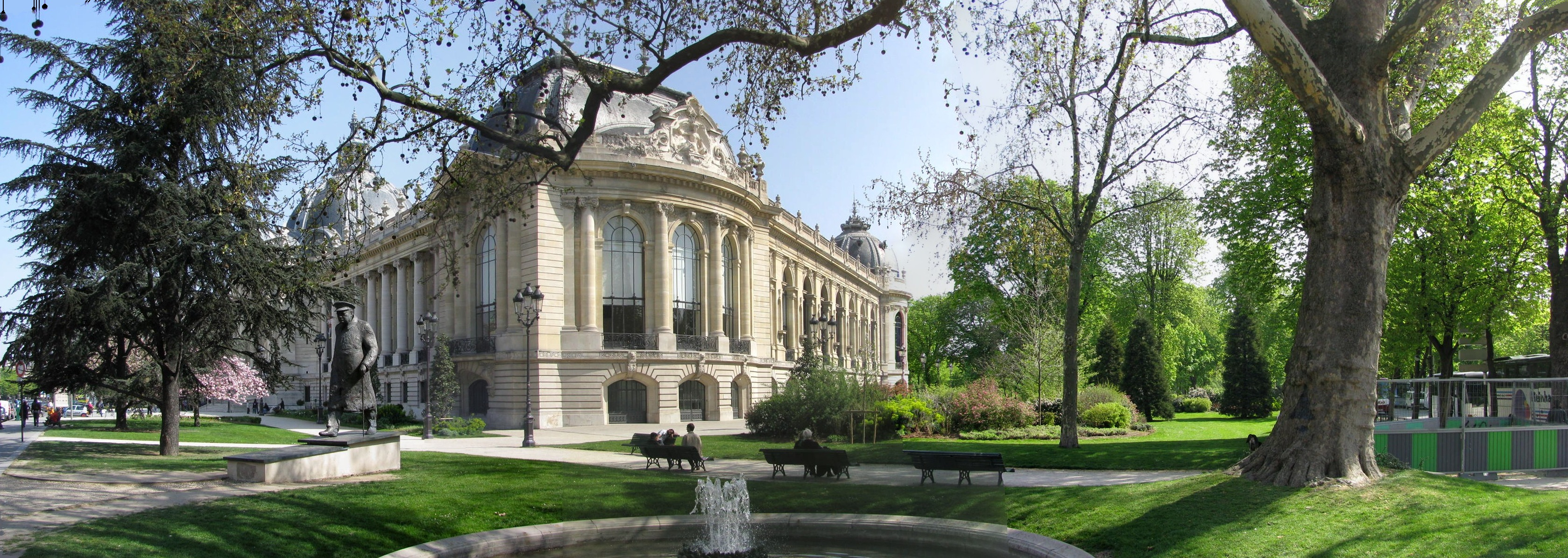
L'avenue Winston Churchill vue du côté du Petit Palais.

## Film tourné dans les jardins
- 1963 : Charade de Stanley Donen.